# كاغواس
كاغواس هي بلدية في بورتوريكو، في الولايات المتحدة، بلغ عدد سكانها 134,481  نسمة وذلك حسب إحصائيات سنة 2015، تبلغ مساحتها 28.501302 كيلومتر مربع، رمزها البريدي هو 00725.

## مدن توأم
المدن التوأم:
- هارتفورد، كونيتيكت.

## أعلام
- خوسيه بيدرازا
- روبرتو فارغاس
- ديانا رييس
- ميغيل كوتو
- رامون فرانكو
- أليكس كورا